# باریک آبسر
باریک آبسر، روستایی است از توابع بخش مرکزی شهرستان ساری در استان مازندران ایران.
در مسر اتوبان ساری به قا‍ِ ئمشهر
وبلاگ روستای باریک آبسر   www. barikabsar.blogfa . com
آی دی تلگرام روستای باریک آبسر barikabsar@

## جمعیت
این روستا در دهستان اسفیورد شوراب قرار داشته و براساس آخرین سرشماری مرکز آمار ایران که در سال ۱۳۸۵ صورت گرفته، جمعیت آن ۸۵۴نفر (۲۲۲خانوار) بوده‌است.